# Zendaya
Zendaya Maree Stoermer Coleman (n. 1 septembrie 1996, Oakland, California, SUA), cunoscută simplu ca Zendaya, este o actriță,cântăreață și model americană.

## Biografie
Zendaya s-a născut în data de 1 septembrie 1996, în Oakland, California, Statele Unite. A crescut făcând parte din California Shakespeare Theater în Orlando, unde mama ei a lucrat ca manager. Zendaya a ajutat-o pe mama ei la slujbă și în vânzarea de bilete.

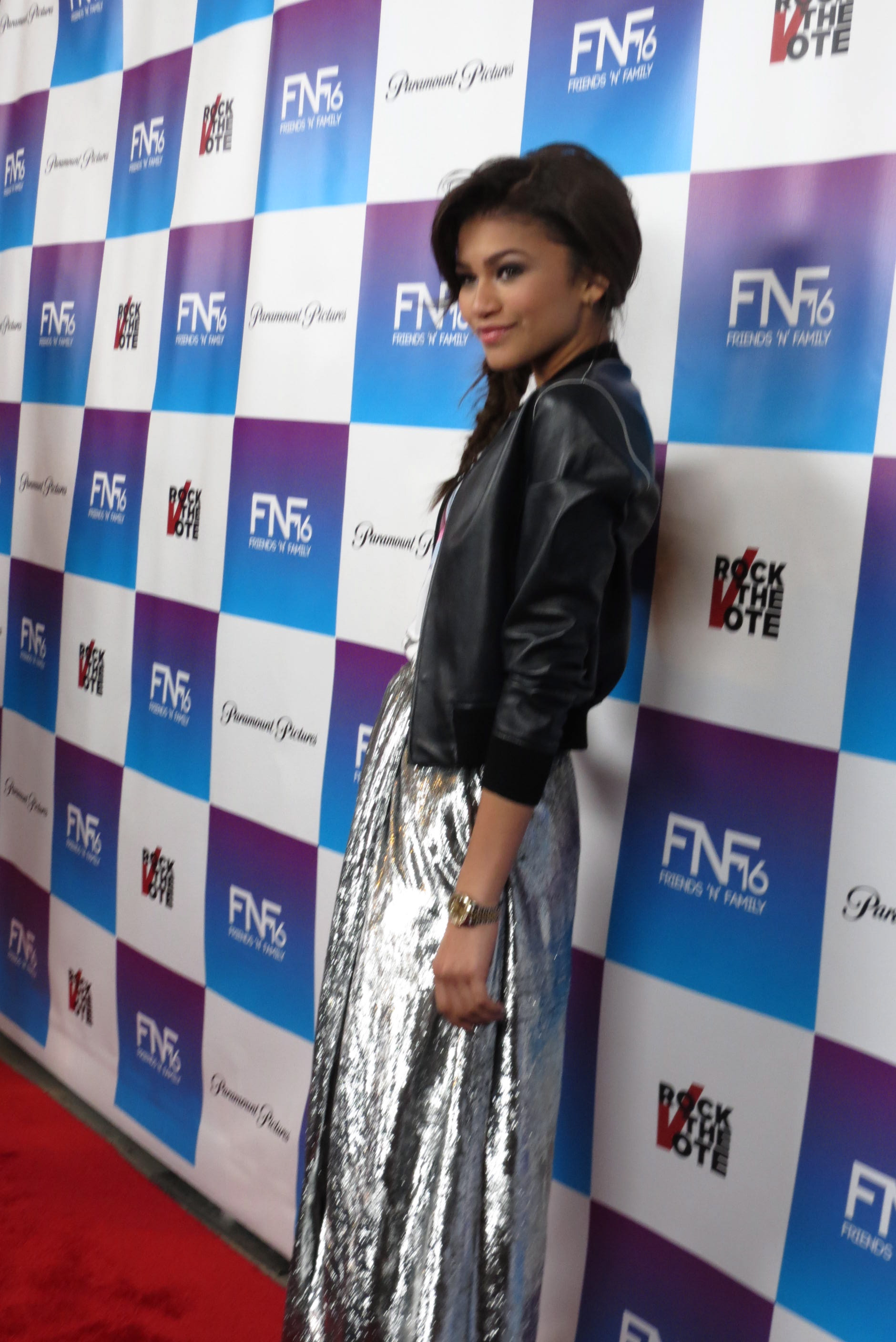
Zendaya în 2013

Primul ei single a fost Swag it out cu care a avut un mare succes mondial, organizând chiar și un turneu prin America.

## Viața personală
Locuiește în Los Angeles împreună cu familia ei, asistentul ei și un câine, Giant Schnauzer numit Noon. Interesele ei includ cântatul, actoria și designing-ul.
Este într-o relație cu actorul Tom Holland.

## Filmografie
| An   | Titlu                           | Rol               | Note                          |
| ---- | ------------------------------- | ----------------- | ----------------------------- |
| 2011 | Pixie Hollow Games              | Fern              | Voce; Film de televiziune     |
| 2012 | Frenemies                       | Halley Brandon    | Film de televiziune           |
| 2013 | Super Buddies                   | Lollipop          | Voce                          |
| 2014 | Zapped                          | Zoey Stevens      | Film de televiziune           |
| 2017 | Spider-Man: Homecoming          | Michelle          |                               |
| 2017 | Omul spectacol                  | Anna Willer       | Film                          |
| 2018 | Duck Duck Goose                 | Chi (voce)        |                               |
| 2018 | Smallfoot                       | Meechee (voce)    |                               |
| 2019 | Spider-Man: Far from Home       | MJ                |                               |
| 2021 | Malcolm & Marie                 | Marie             | Și producător executiv        |
| 2021 | Space Jam: A New Legacy         | Lola Bunny (voce) |                               |
| 2021 | Dune                            | Chani             |                               |
| 2021 | Spider-Man: No Way Home         | MJ                |                               |
| 2022 | Is That Black Enough For You?!? | Ea însăși         | Documentar                    |
| 2023 | Challengers                     | Tashi Donaldson   | Post-producție; și producător |
| 2023 | Dune: Part Two                  | Chani             | Se turnează                   |

| An           | Titlu                    | Rol                      | Note                                                 |
| ------------ | ------------------------ | ------------------------ | ---------------------------------------------------- |
| 2010–2013    | Shake It Up              | Rocky Blue               |                                                      |
| 2011         | Good Luck Charlie        | Rocky Blue               | "Charlie Shakes It Up" (sezonul 2, episodul 13)      |
| 2011         | PrankStars               | Herself                  | "Walk the Prank" (sezonul 1, episodul 3)             |
| 2012         | A.N.T. Farm              | Sequoia Jones            | "Creative consultANT" (sezonul 2, episodul 1)        |
| 2013         | Dancing with the Stars   | Ea însăși / participantă | sezonul 16                                           |
| 2013         | America's Next Top Model | Ea însăși                | "The Girl Who Gets Punked" (sezonul 20, episodul 11) |
| 2015–2018    | K.C. Undercover          | K.C. Cooper              |                                                      |
| 2015         | Black-ish                | Maya Calais              | "Pops' Pops' Pops" (sezonul 1, episodul 24)          |
| 2016         | America's Next Top Model | Ea însăși                | Episode "Lights, Camera, Catwalk"                    |
| 2017         | Walk the Prank           | Ea însăși                | Episod: "K.C. Undercover Edition"                    |
| 2017         | Lip Sync Battle          | Ea însăși                | Episod: "Tom Holland vs. Zendaya"                    |
| 2019         | The OA                   | Fola                     | 3 episoade                                           |
| 2019–prezent | Euforia                  | Rue Bennett              | Rol principal; producător executiv (sezon 2)         |

## Discografie
Albume
- Zendaya (2013)

## Turnee
- Swag It Out Tour (2012–13)

## Premii și nominalizări
| An   | Premiu                    | Categorie | Lucrare                    | Rezultat     | Ref.   |
| ---- | ------------------------- | --- | -------------------------- | ------------ | ------ |
| 2011 | Young Artist Award        | Outstanding Young Ensemble in a TV Series (shared with Bella Thorne, Davis Cleveland, Roshon Fegan, Adam Irigoyen, Kenton Duty and Caroline Sunshine) | Shake It Up                | Nominalizare | [ 21 ] |
| 2012 | Young Artist Award        | Best Performance in a TV Series - Leading Young Actress                                                                                               | Shake It Up                | Nominalizare | [ 22 ] |
| 2012 | Young Artist Award        | Outstanding Young Ensemble in a TV Series (shared with Bella Thorne, Davis Cleveland, Roshon Fegan, Adam Irigoyen, Kenton Duty and Caroline Sunshine) | Shake It Up                | Nominalizare | [ 22 ] |
| 2012 | NAACP Image Awards        | Outstanding Performance in a Youth/Children's Series or Special                                                                                       | Shake It Up                | Nominalizare | [ 23 ] |
| 2013 | Young Artist Awards       | Best Performance in a TV Movie, MiniSeries, Special or Pilot - Leading Young Actress                                                                  | Frenemies                  | Nominalizare | [ 24 ] |
| 2013 | Radio Disney Music Awards | Best Music Video | "Fashion Is My Kryptonite" | Nominalizare | [ 25 ] |
| 2014 | NAACP Image Awards        | Outstanding Performance in a Youth/ Children's Program - (Series or Special)                                                                          | "Shake It Up"              | Nominalizare | [ 26 ] |
| 2014 | NAACP Image Awards        | Outstanding New Artist | Herself                    | Nominalizare | [ 26 ] |
| 2014 | Radio Disney Music Awards | The Buzz – Breakout Artist of the Year | Herself                    | Nominalizare | [ 27 ] |
| 2014 | Radio Disney Music Awards | You’ve Got Swag! – Artist With The Best Style (Sponsored by Justice)                                                                                  | Ea însăși                  | Câștigat     | [ 27 ] |
| 2014 | BET Awards                | YoungStar Award | Ea însăși                  | Nominalizare | [ 28 ] |
| 2014 | We Love Pop Awards        | Most Stylish | Ea însăși                  | Nominalizare | [ 29 ] |
| 2014 | Teen Choice Awards        | Candie's Style Icon | Ea însăși                  | Câștigat     | [ 30 ] |
| 2015 | Teen Choice Awards        | Choice TV Actress: Comedy | "K.C. Undercover"          | În așteptare | [ 31 ] |
| 2020 | Emmy                      | Premiul Emmy pentru cea mai bună actriță într-un serial dramatic                                                                                      | Euforia                    | Câștigat     |        |